# Longeau-Percey
Longeau-Percey är en kommun i departementet Haute-Marne i regionen Grand Est (tidigare regionen Champagne-Ardenne) i nordöstra Frankrike. Kommunen ligger i kantonen Longeau-Percey som tillhör arrondissementet Langres. År 2022 hade Longeau-Percey 695 invånare.

## Befolkningsutveckling
Antalet invånare i kommunen Longeau-Percey
| Referens: INSEE |